# Киевская академическая мастерская театрального искусства «Созвездие»
Киевская академическая мастерская театрального искусства «Созвездие» (укр. Київська академічна майстерня театрального мистецтва «Сузір'я») — первый украинский ангажементный театр, созданный в 1988 году. С момента основания и по сей день мастерскую возглавляет художественный руководитель-директор Народный артист Украины, Лауреат литературно-художественной премии Украины имени Котляревского Алексей Кужельный.
Среди звёзд театра «Созвездие» — известные мастера украинской сцены: Надежда Батурина, Лариса Кадочникова, Лариса Кадырова, Людмила Лымар, Раиса Недашковская, Степан Олексенко, Ада Роговцева, Богдан Ступка, Николай Рушковский, Лариса Трояновская, Евгений Нищук и другие.

## История театра
Киевская академическая мастерская театрального искусства «Созвездие» — это первый украинский ангажементный театр, созданный в 1988 году. Под началом художественного руководителя-директора Алексея Кужельного на сцене театра имеют возможность для театральных экспериментов лучшие актёры столичных театров — народные и заслуженные артисты Украины, театральная молодежь. В качестве режиссёров привлекаются именитые постановщики и молодые режиссёры.
В репертуаре театра — классические и современные постановки. Спектакли идут на русском и украинском языках.
«Созвездие» располагает двумя сценическими площадками: основная сцена на 80 мест, и микросцена на 21 место.
Мастерская театрального искусства «Созвездие» неоднократно представляла украинское театральное искусство на Международных фестивалях, среди которых «Эхо», «Херсонесские игры», «Белая Башня», «Золотой Лев», «Тернопольские театральные вечера», «Мельпомена Таврии», «Крымский ковчег» и другие. Практически всегда представления театра получали высокую оценку жюри. «Созвездие» — Лауреат многих театральных фестивалей, обладатель многочисленных премий и дипломов.

## Здание театра[1][2]
Помещение в котором работает театр — достопримечательность истории и архитектуры. Дом, который был возведён в 1908 году по проекту известного киевского архитектора Н. Яскевича, принадлежал известному киевскому помещику, российскому полковнику Л. Родзянко. Интерьеры дома выполнены в стиле модерн.
История дома, в котором расположен театр, является эпиграфом практически к каждому спектаклю театра. Экскурсоводом по старинной усадьбе, памятнике архитектуры, выступает сам Алексей Кужельный, рассказывающих о киевском предпринимателе и конезаводчике Леониде Родзянко, о его доме.
В усадьбе в бытность Родзянко часто устраивались художественные салоны, в котором собирались творческие люди, музыцировалии, читали стихи, устраивали домашние спектакли. Во время реставрации усадьбы были обнаружены театральные афиши 1908 года под деревянными панелями в первом холле стены.
Продав дом в 1914 году Родзянко уезжает в Америку, где очень скоро становится состоятельным человеком. Позже в доме располагалась репетиционная база Национальной заслуженной академической капеллы Украины «Думка», а с 1988 года в доме работает камерный ангажементний театр «Созвездие».

## Репертуар театра
| Премьера         | Название                              | Драматург               | Постановка           | Актёры и роли                                                                                   | Комментарии                                                                                              |
| ---------------- | ------------------------------------- | ----------------------- | -------------------- | ----------------------------------------------------------------------------------------------- | --- |
| 2000, 2 марта    | В Барабанной переулке                 | Окуджава Булат          | Славинский Игорь     | Ирина Калашникова, Сергей Мельник, Наталья Бегма                                                | |
| 2003, 25 февраля | Парнас дыбом                          |                         | Славинский Игорь     | Славинский Игорь, Ирина Калашникова, Сергей Мельник, Екатерина Тижнова, Александр Кочубей       | |
| 2004, 3 октября  | Мне тесно в имени своем...            | Иващенко Татьяна        | Борисюк Владимир     | Евгений Нищук (Сергей Есенин), Лариса Трояновская (Айседора Дункан)                             | |
| 2004, 9 октября  | Женщина в песках                      | Абэ Кобо                | Билоус Андрей        | Ирина Калашникова, Сергей Мельник, Наталья Бегма                                                | Лауреат премии «Киевская пектораль—2005»: лучший спектакль камерной сцены, лучшее музыкальное оформление |
| 2004, 27 октября | Украденное счастье                    | Франко Иван             | Билоус Андрей        | Екатерина Кистень (Анна) Дмитрий Суржиков (Николай Задорожный)                                  | |
| 2005, 15 мая     | Случайное танго                       | Аим Виктор              | Борисюк Владимир     | Анатолий Ященко, Татьяна Круликовская                                                           | |
| 2006, 25 декабря | Оскар — Богу                          | Шмитт Эрик-Эммануэль    | Кужельный Алексей    | Валерия Чайковская (Розовая дама), Станислав Голопатюк, Юрий Радионов                           | |
| 2008, 1 марта    | Ассо и Пиаф                           | Миколайчук-Низовец Олег | Жирко Тарас          | Оксана Батько (Эдит Пиаф), Евгений Нищук (Раймон Ассо), Наталья Попович-Линецкая (Симона Берто) | |
| 2009, 7 марта    | Будьте как дома                       | Шевре Жан-Мари          | Степанкова Екатерина | Ада Роговцева (Маривон Дюпре)                                                                   | |
| 2011, 17 декабря | Бог явился мне в образе Желтого Зайца | Максименко Юлия         | Гаврилюк Ольга       | Юлия Максименко (Девушка клоунесса), Андрей Дебрин, Юрий Яковлев, Владимир Заец                 | |
| 2012, 22 января  | Разговор, которого не было            | Родион Белецкий         | Филончук Виктория    | Павел Кильницкий (Миша), Александр Чмыхалов (Игорь)                                             | |